# Antoing
Antoing este un oraș francofon din regiunea Valonia din Belgia. La 1 ianuarie 2008 comuna Antoing avea o populație totală de 7.567 locuitori. 

## Geografie
Comuna actuală Antoing a fost formată în urma unei reorganizări teritoriale în anul 1977, prin înglobarea într-o singură entitate a șase comune învecinate. Suprafața totală a comunei este de 31,13 km². Comuna este subdivizată în secțiuni, ce corespund aproximativ cu fostele comune de dinainte de 1977. Acestea sunt:
| - I. Antoing - II. Fontenoy - III. Maubray - VII. Morlies - IV. Péronnes-lez-Antoing - V. Bruyelle - VI. Calonne |

Localitățile limitrofe sunt:
| În Belgia: | În Franța:               |
| - Comuna Brunehaut: - a. Laplaigne - b. Hollain - Comuna Tournai: - c. Saint-Maur - d. Chercq - e. Vaulx - f. Gaurain-Ramecroix - g. Vezon - Comuna Péruwelz - h. Wasmes-Audemez-Briffœil - i. Callenelle | - k. Flines-lès-Mortagne |